# Stephanopis barbipes
Stephanopis barbipes là một loài nhện trong họ Thomisidae.
Loài này thuộc chi Stephanopis. Stephanopis barbipes được Eugen von Keyserling miêu tả năm 1890.